# François-Joseph Navez

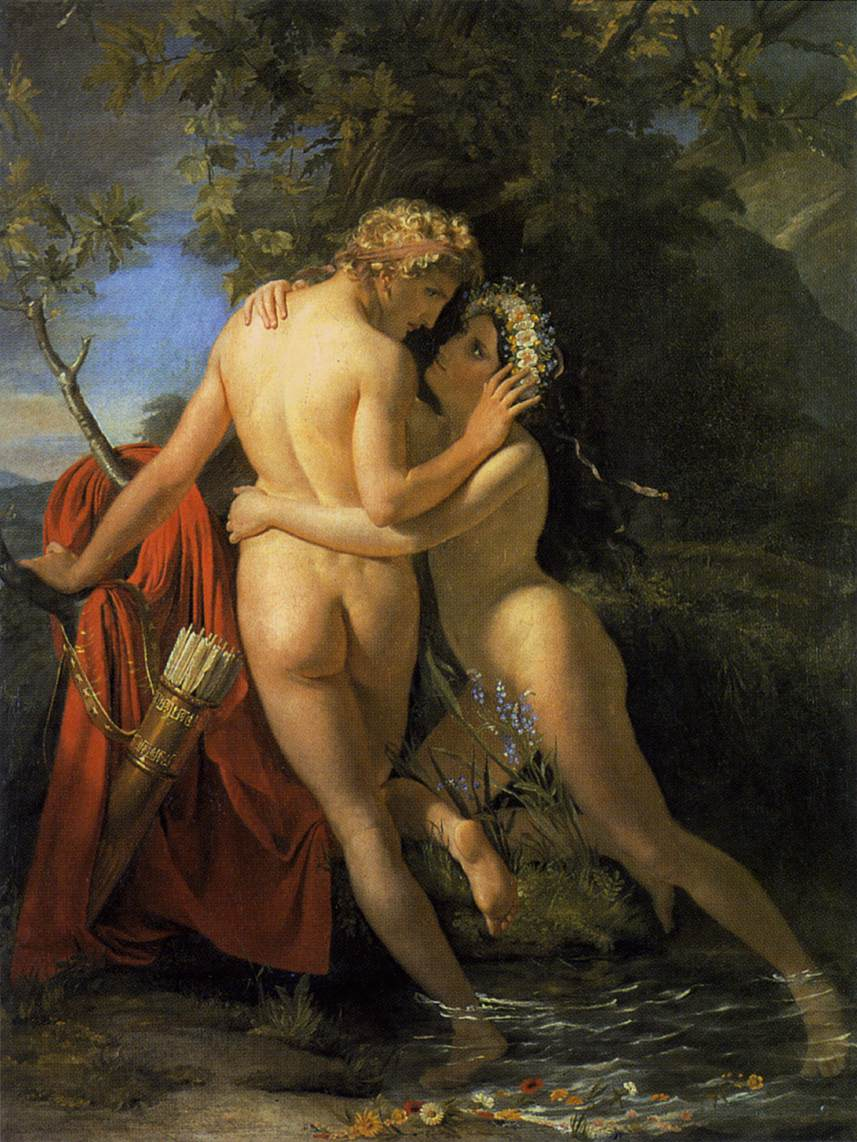
Nimfa Salmakis i Hermafrodyta, 1828

François-Joseph Navez (ur. 16 listopada 1787 w Charleroi, zm. 12 października 1869 w Brukseli) – belgijski malarz neoklasycystyczny.

## Życiorys
Studiował w Brukseli pod kierunkiem Pierre'a François, następnie w Paryżu u Jacques'a-Louis Davida. W 1810 wspólnie z innymi malarzami (Antoine'em Brice'em, Antoine'em Cardonem i Charles'em Verhulstem) założył Towarzystwo Miłośników Sztuk Pięknych (Société des Amateurs d'Arts). Lata 1817–1822 spędził we Włoszech, gdzie tworzył pod wpływem Jeana Ingresa i François Graneta. W latach 1835–1862 był dyrektorem Królewskiej Akademii Sztuk Pięknych w Brukseli (Académie royale des Beaux-Arts de Bruxelles). Wykształcił wielu wybitnych malarzy m.in. późniejszego zięcia, orientalistę Jeana-François Portaelsa, Alfreda Stevensa i Fanny Coor.
Navez zdobył uznanie i rozgłos jako portrecista. Malował również sceny mitologiczne, religijne i historyczne.
W Schaerbeek i Charleroi nazwano ulice jego imieniem.

## Wybrane prace
- Songe d'Athalie, 1830, Muzeum Sztuk Pięknych w Brukseli
- Nymphe Salmacis et Hermaphrodite, 1829, Muzeum w Gandawie
- Michel Gérard et sa famille, Muzeum w Mans
- Trois Dames de Gand, Luwr
- La Famille de Hemptinne, 1816, Muzeum Sztuk Pięknych w Brukseli
- La résurrection du fils de la veuve de Naïm – 1857, kościół Saint Joseph, Plac Frère Orban – Bruksela